# Julija Peresil'd
Julija Sergeevna Peresil'd (in russo Ю́лия Серге́евна Переси́льд?; Pskov, 5 settembre 1984) è un'attrice russa.

## Biografia
Il cognome estone di Julija Peresil'd deriva dai suoi bisnonni estoni, che furono deportati in Russia. È nata a Pskov, RSFS Russa, Unione Sovietica. Suo padre era un pittore di icone e la madre lavorava in un asilo. Fin dall'infanzia, Julija sognava di diventare un'attrice. Dalla terza elementare ha preso parte a spettacoli artistici amatoriali scolastici, cantato, recitato in recite scolastiche. All'età di undici anni ha partecipato al concorso di giovani talenti "The Morning Star". Nel 2001 si è diplomata alla scuola secondaria n. 24 di Pskov.
Dopo la scuola è entrata alla Facoltà di Filologia russa dell'Istituto pedagogico statale di Pskov, ma dopo aver studiato per un solo anno, è andata a Mosca ed è entrata in una scuola di teatro. Nel 2006 si è laureata presso il dipartimento di recitazione del dipartimento di regia dell'Accademia Russa delle Arti Teatrali.
Dal 2007, come attrice invitata, ha preso parte alle commedie del Teatro di Stato delle Nazioni.
Attualmente lavora con il teatro "Scuola di recitazione moderna" e il teatro della compagnia teatrale Malaja Bronnaja di Evgenij Vital'evič Mironov.

## Carriera
Il debutto cinematografico di Julija Peresil'd è stato il ruolo di Nataša Kublakova nella serie televisiva Land (2003), diretta da Aleksandr Baranov.
Il primo grande lavoro al cinema è il ruolo di Ol'ja Rodjašina nel film drammatico The Bride (2006) diretto da Elër Išmukhamedov e Captive diretto da Aleksej Efimovič Učitel'. Tuttavia, una vera svolta nella biografia cinematografica dell'attrice è stata uno dei ruoli principali di Sofia nel dramma Kraj diretto da Aleksej Efimovič Učitel', la serie televisiva Santa Lucia (2012) e il thriller mistico Sonnentau (2012) le hanno portato popolarità tra il pubblico russo.
L'attrice è diventata famosa dopo aver interpretato ruoli secondari in Anime nella nebbia (2012) diretto da Serhij Volodymyrovyč Loznycja.
Ha interpretato il ruolo del cecchino sovietico Ljudmila Michajlovna Pavličenko nel film di guerra biografico del 2015 Resistance - La battaglia di Sebastopoli.
È stata selezionata come membro dell'equipaggio della Sojuz MS-19 per girare il film The Challenge (in russo Вызов?, Vyzov) con Klim Shipenko. Il nome dell'attrice che sarà protagonista del film è stato annunciato il 14 maggio 2021 ed è stato scelto da una rosa di 20 attrici. Tornerà sulla Terra a bordo della Sojuz MS-18.

## Vita privata
Julija ha due figlie; Anna (nata nel 2009) e Marija (nata nel 2012), il cui padre è il regista Aleksej Efimovič Učitel'. È un membro fondatore della fondazione di beneficenza "Galčonok" (Галчонок), che lavora per fornire cure ai bambini con disturbi organici del sistema nervoso centrale.

## Onorificenze
- Premio del Presidente della Russia per i giovani artisti (2013) [6]
- The White Elephant Prize per la migliore attrice in un ruolo secondario (in The Edge, 2010)
- Il premio Golden Eagle per la migliore attrice in un ruolo secondario (in The Edge, 2010)
- Premio Crystal Turandot per il miglior ruolo di un personaggio femminile (nella commedia The Warsaw Melody messa in scena al Moscow Drama Theatre in Malaya Bronnaya Street, 2010)
- Premio come miglior attrice al primo BRICS Film Festival (2015)

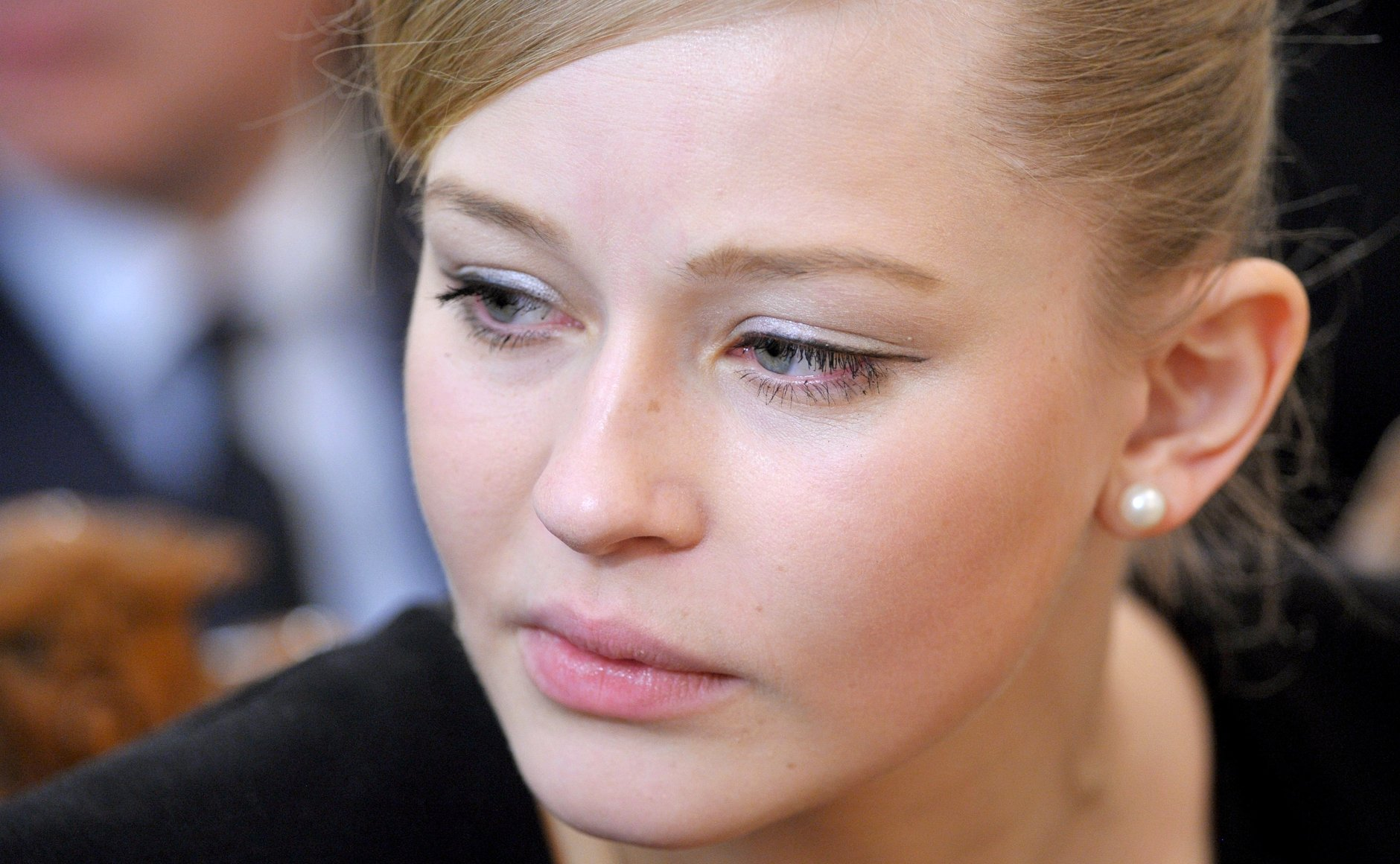
Julija Peresil'd alla cerimonia di premiazione del Presidente della Federazione Russa 2012 al Cremlino (2013).

## Doppiatrici italiane
- Valentina Perrella in Resistance - La battaglia di Sebastopoli

## Filmografia

### Cinema
- Nevesta, regia di Elyor Ishmukhamedov (2006)
- Plennyy, regia di Aleksej Efimovič Učitel' (2008)
- Alisa navsegda, regia di Peter Stepin (2008)
- Qala, regia di Shamil Najafzade (2008)
- Odnaždy v provincii, regia di Ekaterina Šagalova (2008)
- Korotkoe zamykanie, regia di Kirill Serebrennikov (2009) - (episodio Potseluy krevetki)
- The Abduction, regia di Plamen Maslarov (2010)
- Kraj, regia di Aleksej Efimovič Učitel' (2010)
- Podsadnoy, regia di Aleksandr Kott (2010)
- Pjat' nevest, regia di Karen Oganesjan (2011)
- Razluchnitsa, regia di Vladimir Voronin - cortometraggio (2011)
- Anime nella nebbia (V tumane), regia di Serhij Volodymyrovyč Loznycja (2012)
- O chyom molchat devushki, regia di Karen Oganesjan (2013)
- Weekend (Uik-end), regia di Stanislav Govoruchin (2013)
- Marafon, regia di Karen Oganesjan (2013)
- Paradzhanov, regia di Serge Avédikian e Olena Fetisova (2013)
- Resistance - La battaglia di Sebastopoli (Bitva za Sevastopol), regia di Sergej Mokritskij (2015)
- Geroy, regia di Yuriy Vasilev (2016)
- Ya uchitel, regia di Sergey Mokritskiy (2016)
- Retsessivnyy gen, regia di Dmitriy Izmestev - cortometraggio (2016)
- Den rozhdeniya, regia di Elizaveta Rankova - cortometraggio (2016)
- Vyshe na etazh, regia di Igor Trif - cortometraggio (2016)
- Kholodnoe tango, regia di Pavel Čuchraj (2017)
- Konvert, regia di Vladimir Markov (2017)
- I guardiani dei mondi (Chernovik), regia di Sergey Mokritskiy (2018)
- Dark like the Night. Karenina-2019., regia di Radda Novikova - cortometraggio (2019)
- Esau, regia di Pavel Lungin (2019)
- Konets sezona, regia di Konstantin Chudjakov (2019)
- Troe (Трое), regia di Anna Melikjan (2020)
- Sheena 667, regia di Grigorij Dobrygin (2021)
- Petrov's Flu (Petrovy v grippe), regia di Kirill Serebrennikov (2021)
- Moloko, regia di Karen Oganesjan (2021)
- Khoroshiye devochki popadayut v rai, regia di Dmitrij Meschiev (2021)
- Solnechnaya liniya, regia di Boris Chlebnikov (2022)
- La sfida (Vyzov), regia di Klim Šipenko (2023)
- Nina, regia di Oksana Byčkova (2023)
- Imperatritsy, regia di Andrej Kravčuk (2023)
- YA tebya lyublyu - Je t'aime, regia di Roman Kim, Mikhail Semichev e Andrei Shavkero (2023)
- Bremenskie muzykanty, regia di Aleksej Nužnyj (2024)